# Фікіле Хоса
Фікіле Хоса Хоса (англ. Fikile Xhosa Khosa; нар. 24 липня 1996, Замбія) — замбійська футболістка, захисниця клубу «Ред Ерроуз» та національної збірної Замбії. Одна з гравчинь, яка поїхала на футбольний турнір Літньої Олімпіади 2020 року.

## Клубна кар'єра
На клубному рівні щонайменше з 2019 року виступає за замбійський клуб «Ред Ерроуз».

## Кар'єра в збірній
З липня 2020 року викликається до національної збірної Замбії. Двічі потрапляла до заявки на матч, але в обох випадках залишалася на лаві запасних.